# 심시티 3000
심시티 3000(SimCity 3000)은 1999년 출시된 도시 건설 경영 비디오 게임으로, 심시티 시리즈 중 3번째 주요 작품이다. 배급사는 일렉트로닉 아츠(EA)이고 개발사는 시리즈 개발사 맥시스이다. 마이크로소프트 윈도우, 매킨토시용으로 출시되었으며, 로키 게임스와 협업하여 리눅스용으로도 출시되었다.